# Глухое Перхурово
Глухо́е Перху́рово (бел. Глухо́е Пярху́рава) — бывшая деревня (урочище) на территории Демидовичского сельсовета Дзержинского района Минской области Беларуси. Деревня была уничтожена вместе с жителями в ходе карательной операции «Якоб» в январе 1943 года. Деревня располагалась в 33 километрах от Минска, 27 километрах от Дзержинска.

## История
Деревня Глухое Перхурово находилась на 1,5 километрах на запад от деревни Фрунзе. Первые упоминания об этом населенный пункт относятся к началу XVI века. Здешние земли принадлежали Радзивиллам, а в 1860 году — помещику Вагнеру. Деревня располагалась в лесистой местности. До Великой Отечественной войны насчитывалось более 30 дворов. На селе были распространены фамилии: Карабановичи, Морозы, Мацкевичи, Бабицкие.
С началом войны много жителей деревни были призваны в Красную Армию. Во время оккупации десять молодых жителей деревни пошли в партизанскую бригаду им. Сталина и сражались с врагом в глубоком тылу. Жители деревни поддерживали связи с отрядами бригад им. Сталина, им. Дзержинского, им. Фрунзе. Были связными этих отрядов Мороз А.В., Карабанович В.А., Мацкевич Ю.В. и другие.

## Карательная операция
В январе 1943 года партизаны обстреляли небольшой отряд немцев, который проезжал в 3-х километрах от деревни. Само боевое столкновение продолжалось не более 10 минут. Во время схватки был убит немецкий унтер-офицер и один солдат, три немца были ранены. Партизаны в бою потерь не понесли и отошли в глубь леса. Через несколько дней, а именно 30 января 1943 года в деревню с двух сторон ворвались гитлеровцы и полицаи с немецко-полицейского батальона Дирлевангера. Его батальон оставил очередной кровавый след в Дзержинском районе. Была последняя среда января 1943 года и никто из местных жителей не предполагал возможного немецкого вторжения. Здесь оккупанты применили отлаженную тактику уничтожения жителей в их собственных жилищах. Смешанные команды эсэсовцев и полицаев врывались в дома сразу после взрывов гранат, которые забрасывали через окна и двери, выжившие попадали под автоматный огонь. Искали тех, кто спрятался на чердаке, в подвалах, сараях, под печами. Затем уничтожались все животные в сараях, включая коров, лошадей, свиней, собак, и, даже, кошек. Украинские полицаи несколько раз прочесывали каждый дом, каждый подвал, каждый чердак и каждый сарай.
Выжить удалось молодой жительнице деревни Мороз Татьяне Устиновне, которая спряталась в подвале под свеклой. Два раза каратели заглядывали в подвал, светили фонарём, но её не обнаружили. Сделав несколько выстрелов в подвал из автоматов ушли.
Также спасся и малолетний Иван Мацкевич. Полицаи перебили всю его семью, а его не нашли. По совпадению остаться живым удалось Станиславу Карабановичу. Он ушёл в лес, где тем временем в деревне началась бойня. Он ждал почти пять часов, пока каратели не покинули деревню. Все это время он просидел в лесу и слышал, что творилось в его родной деревне.
После контрольного обхода дворов полицаи сожгли все 32 жилых дома, хозяйственные постройки, погреба. Вместе с домами и постройками горели тела убитых жителей деревни. Всего в ходе карательной операции были уничтожены 120 мирных жителей. Через несколько дней на пепелище пришли родственники погибших жителей Глухого Перхурова и партизаны бригад им. Сталина и Дзержинского. Останки погибших людей были собраны и захоронены.

## Памятник
В 1957 году на месте сожженной деревни установлена мемориальная доска с надписью: «Здесь 30 января 1943 г. немецкими захватчиками были уничтожены 120 мирных жителей д. Глухое Перхурово», на могиле жертв фашизма поставлен обелиск. Из 120 расстрелянных фамилии 39 человек не были установлены. По рассказу жителя деревни Кулаковцы Александра Андреевича Просвирина, после отхода фашистов житель деревни Дворище Заневский спас трёхлетнюю девочку Зину, которая спряталась под печью сгоревшего дома. Заневский разгреб головешки, достал ребенка, взял его в кожух и принес домой. Позже удочерил девочку.
Деревня увековечена в мемориальном комплексе «Хатынь».